# Shellbrook n.º 493
Shellbrook n.º 493 es un municipio rural canadiense situado en la provincia de Saskatchewan.

## Superficie
Shellbrook n.º 493 tiene una superficie de 1213,96 km².

## Demografía
En 2021, tenía 1581 habitantes, una densidad poblacional de 1,3 hab./km², y 767 viviendas.